# Glückliche Reise – Phuket
Glückliche Reise – Phuket ist ein deutscher Fernsehfilm von Stefan Bartmann. Die Produktion des 27. und letzten Teils der Fernsehreihe Glückliche Reise erfolgte im November 1993 auf Ko Phuket in Thailand. Der Film hatte seine Premiere am 16. September 1995 auf ProSieben.

## Besetzung
Das Cockpit besetzen Kapitän Stefan Becker (Hans Peter Hallwachs) und seine Co-Pilotin Marita Lambert (Mareike Carrière). Zwei Stewardessen (Cosima von Borsody, Bianca Brad) kümmern sich um das Wohl der Passagiere. Die Reiseleiter Sylvia Baretti und Andreas von Romberg werden von Conny Glogger und Thomas Fritsch gegeben. Als Gastdarsteller sind Hildegard Krekel, Hartmut Becker, Christine Neubauer, Ralph Schicha, Saskia Vester und Maximilian Wigger zu sehen.

## Handlung
Die Ehepaare Matthies und Lessmann verbringen seit Jahren ihren Urlaub gemeinsam. Traditionsgemäß führen sie jedes Mal einen zumeist sportlichen Wettbewerb durch. Das Paar, welches bei diesem Wettbewerb den Kürzeren zieht, muss den gemeinsamen Urlaub bezahlen. Entsprechend verbissen und nicht immer mit fairen Mitteln stürzen sie sich in den Kampf.
Co-Pilotin Marita Lambert wird von dem Ehepaar Kronskamp zu einem Bootsausflug mitgenommen. Während einer Badepause wird Peter Kronskamp plötzlich in die Tiefe gezogen. Das Wasser färbt sich rot und Peter bleibt verschwunden. Ehefrau Barbara macht der scheinbare Verlust ihres Gatten zunächst schwer zu schaffen, sie wird jedoch bereits am nächsten Tag fröhlich telefonierend beobachtet. Stefan und Marita heften sich an ihre Fersen und können schließlich einen gut vorbereiteten Versicherungsbetrug aufdecken.
Reiseleiter Andreas von Romberg lernt bei einem Verkehrsunfall die hübsche Thailänderin Sonsai kennen. Sonsai hat sich vor zwei Jahren in den Deutschen Oliver P. verliebt und wartet seitdem auf seine Rückkehr. Andreas verspricht zu helfen und bemüht sich, die deutsche Adresse des Mannes ausfindig zu machen.